# Fátyolos pipra
A fátyolos pipra (Pipra filicauda) a madarak osztályának verébalakúak (Passeriformes) rendjébe és a piprafélék (Pipridae) családjába tartozó faj.

## Rendszerezése
A fajt Johann Baptist von Spix német biológus írta le 1825-ben.

## Alfajai
- Pipra filicauda filicauda – Spix, 1825
- Pipra filicauda subpallida – (Todd, 1928)[2]

## Előfordulása
Az Amazonas-medencében, Brazília, Ecuador, Kolumbia,  Peru és Venezuela területén honos.
Természetes élőhelyei a szubtrópusi és trópusi síkvidéki esőerdők és lombhullató erdők, folyók és patakok környékén, valamint ültetvények. Állandó, nem vonuló faj.

## Megjelenése
Átlagos testhossza 11 centiméter, testtömege 14 gramm. A hím feje teteje és tarkója piros, arca, mellkasa és hasa sárga, háta, farka és szárnyai feketék. A tojó tollazata zöldes.
|  |  |

## Életmódja
Gyümölcsökkel és rovarokkal táplálkozik.

## Természetvédelmi helyzete
Az elterjedési területe rendkívül nagy, egyedszáma pedig stabil. A Természetvédelmi Világszövetség Vörös listáján nem fenyegetett fajként szerepel.